# Cyrtonion sculpticolle
Cyrtonion sculpticolle – gatunek chrząszcza z rodziny kałużnicowatych i podrodziny Sphaeridiinae.
Gatunek ten opisany został w 1907 roku przez Maurice'a Auguste'a Régimbarta jako Cryptopleurum sculpticolle. J. Balfour-Browne umieścił go w rodzaju Pachysternum, a M. Fikáček przeniósł go do rodzaju Cytorion w 2006.
Chrząszcz niemal identyczny z C. moto i C. ghanense. Od tego pierwszego różni się środkowym płatem edeagusa o zaostrzonym wierzchołku, zaś od tego drugiego wklęśnięciem bocznych krawędzi edeagusa w części wierzchołkowej.
Chrząszcz afrotropikalny, znany wyłącznie z wyspy Bioko, należącej do Gwinei Równikowej. Błędnie wykazany z Demokratycznej Republiki Konga.